# The Apprentice
The Apprentice (engl. für Der Auszubildende) ist eine amerikanische Reality-TV-Show, die von 2004 bis 2017 von NBC ausgestrahlt wurde. Der Moderator der ersten 14 Staffeln war der spätere Präsident der Vereinigten Staaten Donald Trump.
Die erste Staffel der Sendung wurde vom Januar bis April 2004 gezeigt. Inhalt dieser als „13-wöchiges Vorstellungsgespräch“ bezeichneten Staffel war die Auswahl eines geeigneten Kandidaten für einen mit 250.000 US-Dollar dotierten Einjahresvertrag in einem von Trumps Unternehmen.
In wöchentlichen Folgen wurden zwei Teams mit einer Aufgabe betraut, deren Ergebnisse zum Schluss verglichen wurden. Ein Mitglied des verlierenden Teams wurde dann üblicherweise mit dem in den USA geflügelten Wort „You’re fired!“ (Du bist gefeuert!) aus dem Team entlassen und nach Hause geschickt.

## Entwicklung
Die Show erreichte schon in der ersten Staffel im Schnitt über 20 Millionen Zuschauer in den USA. Ursprünglich war vorgesehen, dass Trump nur die erste Staffel moderieren sollte, gefolgt von weiteren Staffeln mit jeweils anderen bedeutenden Geschäftsleuten als Moderatoren. Dieses Konzept wurde jedoch schon nach der ersten Folge fallengelassen. Neben Trumps Anziehungskraft trug auch die Auswahl der Kandidaten zum Erfolg bei: Angehörige benachteiligter Gruppen wie Schwarze, Latinos und Frauen fanden leicht Kandidaten, mit denen sie sich identifizieren konnten, und diese wurden als ehrgeizige Unternehmer präsentiert.
Diese multikulturelle Ausrichtung machte The Apprentice sehr attraktiv für Werbekunden wie McDonald’s und Pepsi, und Trump selbst erlangte eine große Popularität besonders unter Schwarzen. Dies änderte sich jedoch schlagartig, nachdem er 2011 das verschwörungstheoretische Gerücht aufgegriffen hatte, der amtierende Präsident Barack Obama sei in Wirklichkeit kein gebürtiger US-Bürger, sondern in Kenia geboren. Die Haltung der Schwarzen gegenüber Trump änderte sich dramatisch, und die Einschaltquote der Serie brach ein. Doch schon zuvor hatte es – insbesondere weiße – Zuschauer gegeben, die trotz oder gar wegen einer Abneigung gegen den Moderator der Serie treu geblieben waren. Die Show überstand diese Krise, und nur einer der größeren Werbekunden stieg aus.
Trump moderierte die Sendung bis 2015 und wurde so zu einer bekannten TV-Persönlichkeit. Nachdem er in den Vorwahlkampf für die Wahl zum US-Präsidenten eingezogen war, gab NBC bekannt, dass er in Zukunft die Sendung nicht mehr moderieren werde. Sie solle jedoch weiter ausgestrahlt werden. Der Nachfolger Arnold Schwarzenegger war ein Wunschkandidat von Donald Trump. Nach Angaben der New York Times im Februar 2017 war Trump weiterhin an der Sendung als bezahlter Executive Producer beteiligt.
Die neue Staffel begann im Januar 2017 und erreichte so schlechte Einschaltquoten wie zuletzt 2010 (weniger als fünf Millionen). Im März 2017 gab Schwarzenegger bekannt, dass er die Sendung verlassen werde. Gründe für den Abgang sollen die schlechten Einschaltquoten gewesen sein. Die Show wurde danach eingestellt.

## Produktion
The Apprentice wurde von Mark Burnett Productions mit Unterstützung von Trump Productions LLC und die 15. Staffel von MGM Television produziert.
Bis 2015 wurde die Sendung im Trump Tower in New York City gedreht; 2017 wurde sie aus Los Angeles ausgestrahlt.

## Die Staffeln
Staffel 1
Die als Midseason-Replacement gestartete Realityserie entwickelte sich unerwartet zum Überraschungserfolg mit Einschaltquoten von teilweise über 20 Millionen Zuschauern pro Folge. Gewonnen hat Bill Rancic, der dafür zum Manager beim Bau des Trump International Hotel and Tower ernannt wurde.
Staffel 2
Die zweite Staffel lief von September bis Dezember 2004 und wurde von Kelly Perdew gewonnen.
Staffel 3
Die dritte Staffel lief von Januar bis Mai 2005 und wurde von Kendra Todd gewonnen.
Staffel 4
Für die Fernsehsaison Herbst 2005 war Apprentice 4 bereits ein fester Wert im Programm von NBC, obwohl es anfangs danach aussah, dass die Staffel aufgrund erhöhter Gagenforderungen seitens Donald Trump scheitern sollte. Gewonnen hat Randal Pinkett.
Staffel 5
Die fünfte Staffel lief von Februar bis Juni 2006 und wurde von Sean Yazbeck gewonnen.
Staffel 6
Die sechste Staffel spielte an Stelle von New York in Los Angeles und lief von Januar bis April 2007. Gewonnen hat Stefani Schaeffer.
Staffel 7 – The Celebrity Apprentice
Von Januar bis März 2008 lief eine Prominentenversion unter dem Namen The Celebrity Apprentice. Die Prominenten, die ihren Gewinn wohltätigen Zwecken spendeten, waren: Tiffany Fallon, Trace Adkins, Carol Alt, Stephen Baldwin, Nadia Comăneci, Jennie Finch, Nely Galán, Marilu Henner, Lennox Lewis, Omarosa Manigault-Stallworth, Tito Ortiz, Vincent Pastore, Gene Simmons und der Gewinner Piers Morgan.
Staffel 8 – The Celebrity Apprentice
Die achte Staffel lief von März bis Mai 2009, wobei es sich zum zweiten Mal um The Celebrity Apprentice handelte. Die Dauer einer Folge wurde auf zwei Stunden ausgedehnt. Die prominenten Kandidaten waren: Brian McKnight, Dennis Rodman, Herschel Walker, Clint Black, Tom Green, Jesse James, Tionne Watkins, Khloe Kardashian, Melissa Rivers, Claudia Jordan, Annie Duke, Brande Roderick, Natalie Gulbis, Scott Hamilton und Andrew Dice Clay und die Gewinnerin Joan Rivers.
Staffel 9
Die neunte Staffel lief im Frühjahr 2010.
Staffel 10
Die zehnte Staffel lief im Herbst/Winter 2010/11.
Staffel 11
Die elfte Staffel lief im Frühjahr 2011.

## Internationale Ausgaben
Das Format lief oder läuft in 17 weiteren Ländern:
- Brasilien: O Aprendiz
- Belgien: De Topmanager
- Kolumbien: El Aprendiz
- Dänemark: Hyret eller Fyret
- Finnland: Diili

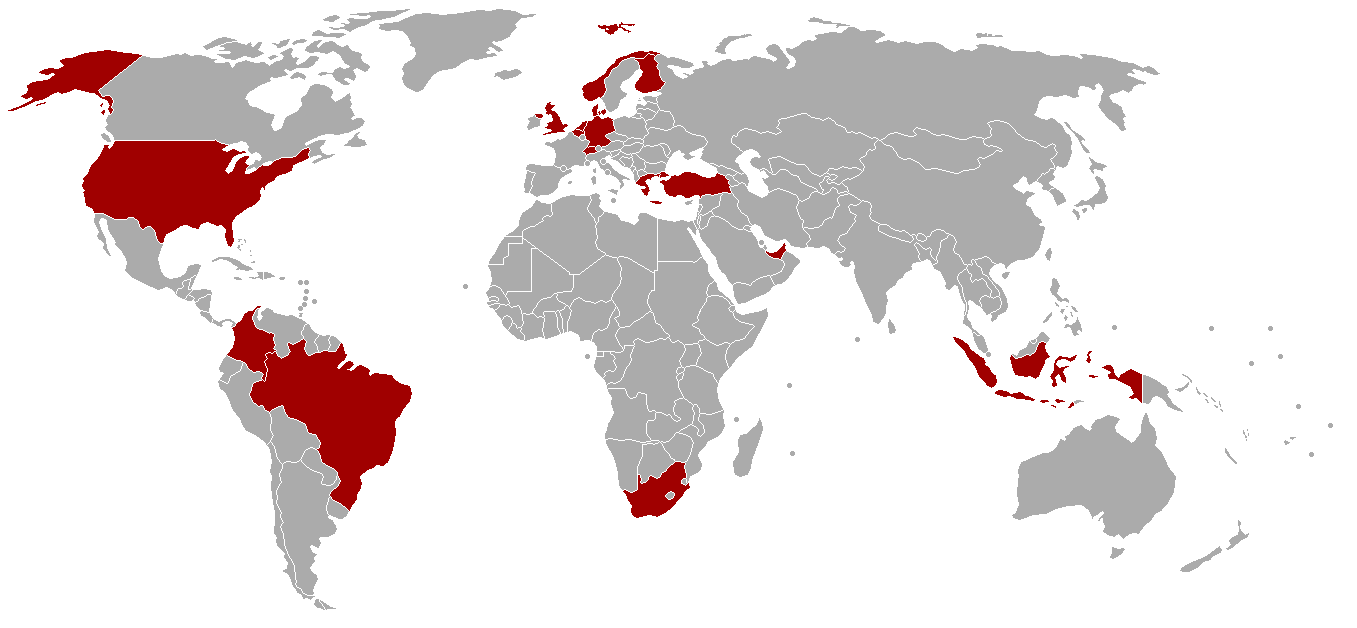
Länder mit einer eigenen Version von The Apprentice

- Deutschland: Big Boss, mit Moderator Reiner Calmund
- Griechenland: Efiges
- Indien: Business Baazigar
- Indonesien: the Apprentice Indonesia
- Niederlande: De Nieuwe Moszkowicz
- Norwegen: Kandidaten
- Arabien: el idara jadara
- Russland: Kandidat
- Südafrika: The Apprentice:SA
- Schweiz: Traumjob
- Türkei: Çırak
- Großbritannien: The Apprentice, mit Moderator Alan Sugar[2]

Wegen des großen Erfolges entstanden auch in den USA weitere Sendungen, die auf einem ähnlichen Prinzip aufbauten, so unter anderem die US-Serie The Rebel Billionaire mit Richard Branson und The Apprentice: Martha Stewart mit Martha Stewart.
Die erste Staffel des amerikanischen Originals wurde synchronisiert in 13 Folgen von RTL ausgestrahlt.

## Auszeichnungen
2006 – Rose d’Or in der Kategorie Reality-Show für den britischen Ableger